# حسن نوفلاح

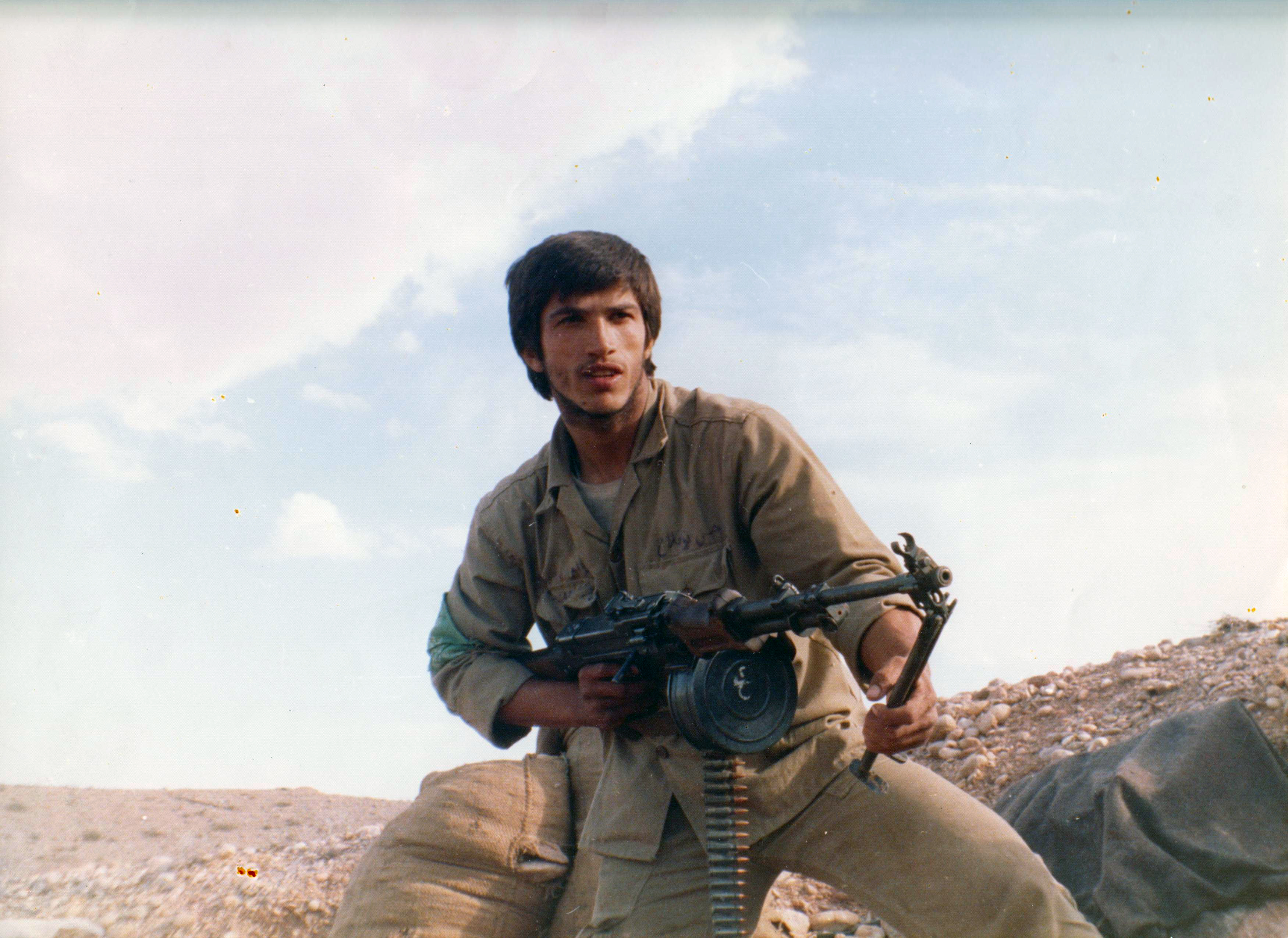
حسن نوفلاح

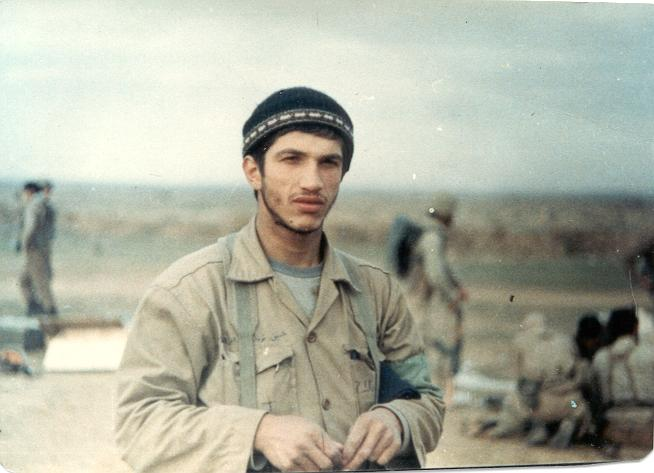
حسن نوفلاح

حسن نوفلاح فرزند علی (زاده ۱۳۴۰ تهران - درگذشته ۲۴ بهمن ۱۳۶۱ فکه) عضو تیم ملی واترپلوی ایران

## زندگینامه
- تاریخ تولد: ۱۳۴۰
- محل تولد: تهران
- تاریخ کشته شدن: ۲۴ بهمن ۱۳۶۱
- مدرک تحصیلی: دیپلم
- پیشه: کاپیتان تیم ملی واترپلوی جوانان ایران و عضو تیم ملی واترپلوی بزرگسالان ایران و از کشته‌شدگان جنگ ایران و عراق
- آرامگاه: قطعه ۲۸ ردیف ۸۵ شماره ۲ بهشت زهرای تهران